# Acanthopoma
Acanthopoma is een monotypisch geslacht van straalvinnige vissen uit de familie van de parasitaire meervallen (Trichomycteridae). De wetenschappelijke naam van het geslacht werd in 1892 voorgesteld door Christian Frederik Lütken.

## Soorten
- Acanthopoma annectens Lütken, 1892